# Jonathan Freedland
Jonathan Freedland, född 25 februari 1967, är en brittisk journalist. Han tillbringade åren 1986-1989 vid Oxford University och Wadham College där han studerade statsvetenskap, filosofi och nationalekonomi. Han är även känd som romanförfattare under namnet Sam Bourne.
Freedland skriver till vardags i Guardian där han är kolumnist. Han har även en spalt i The Jewish Cronicle.
Freedland har hittills skrivit två böcker, den första Bring Home The Revolution; the Case for a british republic (1998), som även blev TV-serie på BBC och den andra boken Jacob’s Gift (2005).
Mest känd är nog Freedland dock under sin pseudonym Sam Bourne. Denna pseudonym använde han när han skrev boken De Rättfärdiga som kom ut 2007. Därefter har han utkommit med böckerna The Last Testament, som gavs ut på svenska i september 2008, The Final Reckoning och The Chosen One. 
År 2008 mottog han även priset the David Watt Prize for Journalism
Hans romaner har judiska teman och innehåller ofta referenser till internet, bland annat Wikipedia.

### Som Sam Bourne
- De rättfärdiga (The Righteous Men, 2006)
- Det sista testamentet (The Last Testament, 2007)
- The Final Reckoning (2008)
- The Chosen One (2010)
- Pantheon (2012)
- The 3rd Woman (2015)
- To Kill the President (2017)
- To Kill the Truth (2019)
- To Kill a Man (2020)